# Casa Toquera
La Casa Toquera és un monument del municipi de Bausen (Vall d'Aran) inclòs en l'Inventari del Patrimoni Arquitectònic de Catalunya.

## Descripció
Ço des de Tuquèra conserva un notable complex d'edificis caracteritzat per l'amplitud que assoleix les balconades de fusta en el sector de llevant. La "pardia" que no ha de salvar cap desnivell important del terreny en aquest cas, s'estructura com a "corrau" i en sentit longitudinal al carrer, amb accessos independents per tant. La casa de secció rectangular presenta la façana principal orientada a migdia, paral·lela a la "capièra", amb "sòcol" i obertures de fusta que defineixen dues plantes (3-3). La coberta d'encavallades de fusta i llosat de pissarra és de dos vessants i un "tresaigües" per la banda de sol ixent que encabeix la "humenèja" i aixopluga en la prolongació de la pala una balconada. La porta, ben resguardada de la humitat, presenta una llinda amb l'intradós rebaixat en forma d'arc i amb el marc decorat amb motius que imiten un soguejat a partir de sengles cercles en els extrems; duu gravada la següent inscripció: 
AGUSTI ANER MA FECH ANNO 1864
En les fulles de la porta destaca una picaporta en forma de cor i la típica "palma" protectora. Adossada a llevant de la casa compareix una peculiar galeria pel fet d'estar situada al damunt del portal d'accés al corral, oberta tant a l'interior com cap a l'exterior, amb una petita teulada al damunt. Al darrere queda la borda principal, amb una balconada també en el primer pis, i la coberta articulada a la de la casa. A part de les façanes arrebossades i pintades. La decoració es concentra en les fustes dels balustres, retallats o tornejats.

## Història
En principi Tuquèra (Toquera en la documentació antiga) designava un barri de Bausen que comptava amb diverses cases. Així l'any 1652 hi ha esment de Pau Amiell i de Joan Sanglada, ambdós de la Tuquèra. D'altra banda, el llinatge Anèr de Bausen era vinculat a Çò de Tomiu, la qual casa és possible que hagués estat fundada per un Tumèu Anèr documentat l'any 1611. Els Anèr exercien en els segles xviii i xix de preveres, batlles i cònsols de Bausen. És tradició que l'incendi de 1823 s'aturà davant la capelleta de Ço Tuquèra, que encara avui conserva a tots els efectes una talla.